# (12773) Lyman
(12773) Lyman  es un asteroide perteneciente al cinturón de asteroides, descubierto el 10 de agosto de 1994 por Eric Walter Elst desde el Observatorio La Silla, en Chile.

## Designación y nombre
Lyman se designó inicialmente como 1994 PJ10.
Más adelante fue nombrado en honor al físico estadounidense  Theodore Lyman (1874-1954).

## Características orbitales
Lyman orbita a una distancia media del Sol de 2,7275 ua, pudiendo acercarse hasta 2,4748 ua y alejarse hasta 2,9802 ua. Tiene una excentricidad de 0,0926 y una inclinación orbital de 1,4744° grados. Emplea en completar una órbita alrededor del Sol 1645 días.

## Características físicas
Su magnitud absoluta es 14,3. Tiene 3,652 km de diámetro. Su albedo se estima en 0,333.